# Relacions entre Angola i Uruguai
Les relacions entre Angola i Uruguai es refereix a les relacions bilaterals històriques i actuals entre la República d'Angola i la República de Uruguai. L'ambaixada angolesa a Brasília, Brasil és acreditada per Uruguai. Uruguai té una ambaixada a Luanda.
En 2003 ambdós països signaren un acord bilateral tècnic, científic, econòmic i cultural. Durant l'última dècada el comerç entre ambdós països ha estat petit però en creixement, Uruguai compra petroli i ven peix, arròs, carn o altres productes bàsics a Angola. Hi ha una Cambra de Comerç Uruguaio-Africana que cobreix el comerç entre Uruguai i els altres estats africans.
Ambdós països són membres del Grup dels 77.